# Landpacht
Die Landpacht ist ein Pachtvertrag in der Landwirtschaft. Es ist ein zweiseitiger entgeltlicher schuldrechtlicher Vertrag, durch den ein Grundstück mit den seiner Bewirtschaftung dienenden Wohn- oder Wirtschaftsgebäuden (Betrieb) oder ein Grundstück ohne solche Gebäude überwiegend zur Landwirtschaft verpachtet wird. Die § 585 bis § 597 Bürgerliches Gesetzbuch (BGB) regeln die speziell für den Landpachtvertrag geltenden Rechte und Pflichten des Pächters und Verpächters.
Daneben gibt es noch besondere Regelungen im Landpachtverkehrsgesetz.